# Štipoklasy
Štipoklasy (en allemand : Stipoklas) est une commune du district de Kutná Hora, dans la région de Bohême-Centrale, en République tchèque. Sa population s'élevait à 150 habitants en 2020.

## Géographie
Štipoklasy se trouve à 13 km au nord-est de Zruč nad Sázavou, à 15 km au sud-sud-ouest de Kutná Hora et à 63 km à l'est-sud-est de Prague.
La commune est limitée par Černíny au nord-ouest et au nord, par Opatovice I au nord-est, par Černíny à l'est, par Zbraslavice au sud et au sud-ouest.

## Histoire
La première mention écrite de la localité date de 1385.